# Фјано
Фјано (итал. Fiano) је насеље у Италији у округу Торино, региону Пијемонт.
Према процени из 2011. у насељу је живело 1894 становника. Насеље се налази на надморској висини од 427 м.

## Становништво
Према резултатима пописа становништва 2011. у општини је живело 2.713 становника.
| 1936. | 1951. | 1961. | 1971. | 1981. | 1991. | 2001. | 2011. |
| ----- | ----- | ----- | ----- | ----- | ----- | ----- | ----- |
| 1.141 | 1.166 | 1.214 | 1.724 | 2.314 | 2.432 | 2.558 | 2.713 |